# 中央通讯社旧址
原中央通讯社旧址，是江苏省南京市的一处民国时代近现代重要史迹及代表性建筑，位于秦淮区中山东路75号，2006年入选南京市文物保护单位。
2008年，因该栋建筑保存完好，南京市人民政府采用立面清洗出新、空调统一布置、沿街商铺灯箱限高并统一整治等方式对其进行修缮。该建筑现由军方使用，不对外开放。